# Haas Automation
Haas Automation, Inc., è un'azienda statunitense con sede a Oxnard, in California, che progetta e produce macchine utensili di precisione e utensili accessori speciali, principalmente computer a controllo numerico (CNC), come centri di lavoro verticali e centri di lavoro orizzontali , torni/centri di tornitura e tavole rotanti e indicizzatori. La maggior parte del suo processo di produzione avviene presso la sede principale dell'azienda a Oxnard.
La società è proprietaria della squadra di Formula Uno Haas F1 Team.